# Памятник В. И. Ленину на ЗАГЭС
Памятник В. И. Ленину на Земо-Авчальской ГЭС — памятник Ленину, установленный в 1927 году у главной плотины Земо-Авчальской ГЭС имени В. И. Ленина (ЗАГЭС) в Грузинской ССР. Один из первых в СССР памятников В. И. Ленину и одна из самых значительных работ Ивана Шадра.
Высота памятника — 17 метров. Автор статуи — скульптор Иван Шадр, автор архитектурной части памятника — С. Е. Чернышёв.
В поисках источника вдохновения Шадр просматривал фото- и киноматериалы, запечатлевшие В. И. Ленина. В итоге остановился на фотографии вождя, выступающего на Красной площади во время Дня всевобуча в 1919 году, с жестом, ставшим впоследствии смысловым центром скульптурной композиции. Выбранный жест Ленина, указывающий вниз, первоначально критиковался как выбранный случайно. 

«Фигура Шадра очень подвижная, представляется, однако, несколько случайной, жест, приданный руке Ленина, указывающий пальцем вниз, как будто повелевая кому-то стать на колени у ног Ленина, имеет в себе нечто нарочитое»,— искусствовед Алексей Сидоров.
Символический смысл жеста скульптурной композиции стал понятен после её установки. Памятник стоял на севере острова Армази, опоясанного Курой и Арагви. Обе реки, соединённые и приподнятые ЗАГЭС, образовывали большое озеро и опускались огромными водопадами в свои старые русла. Ленин, стоящий на фоне горы Казбек, указывал на стремительный поток воды, производящей энергию. Статуя Шадра выразила одну из важных тенденций советской монументальной скульптуры — умение связать монументальный образ с окружающей жизнью, созидательной деятельностью советских людей.
Памятник открыли одновременно с пуском станции, 26 июня 1927 года. На открытие в Тифлис приехал председатель ЦИК СССР Михаил Калинин.
В 1991 году памятник был демонтирован.

## Память
За годы своего существования памятник Ленину на ЗАГЭС не раз был запечатлён в работах фотографов и художников, его изображения печатались в журналах, тиражировались на открытках. Среди художественных работ выделяются работы Ильи Машкова, Игнатия Нивинского.
В собрании Государственного исторического музея (коллекция Центрального музея В.И. Ленина) сохранился макет памятника работы Шадра. В 2014 году он экспонировался на выставке «Миф о любимом вожде» в Историческом музее.